# RockestraLive
RockestraLive (произносится «ро́кестралайв») — музыкальный коллектив из Москвы, исполняющий инструментальные вариации на основе хитов преимущественно современных рок-групп в составе симфонического оркестра.
Оркестр собрался в августе 2015 года и первоначально именовался как Rockestra. Одной из идей возникновения стала популяризация оркестрового звучания, «показать возможности „другого“ исполнения известной песни». Проект стал первым регулярным симфоническим оркестром в России исполняющим только рок-хиты. Летом 2015 года коллектив получил положительные реакции на исполнение от групп Muse и Placebo. По различным мнениям их стиль относят как к симфоническому року так и к кроссоверу. Осенью того же года коллектив побывал на гастролях в Санкт-Петербурге, Нижнем Новгороде и Воронеже. 10 декабря этого же года в честь дня рождения Брайана Молко RockestraLive отыграли концерт состоящий из композиций группы Placebo.
В 2016 году RockestraLive посетили два десятка городов, проехав с туром по Уралу и Поволжью. 12 марта и 9 июня 2017 года состоялись первые концерты на сцене Государственного Кремлёвского Дворца и с того времени оркестр становится резидентом ГКД, ежегодно выступая с несколькими шоу, а также привлекая свои сайд-проекты.
20 марта 2018 года состоялся концерт посвященный дню рождения вокалиста Linkin Park Честера Беннингтона, что стало традицией и в 2021 году оркестр вновь дал большой концерт в честь сорокапятилетия со дня рождения Честера Беннингтона.
7 марта 2019 года в дипломатическом зале ГКД был представлен сайд-проект Hard Rock Orchestra — камерный струнный оркестр. Вокруг RockestraLive сложился обширный конгломерат проектов: Hard Rock Orchestra (камерный оркестр под управлением Владимира Обухова и его струнная версия); Bohemian Orchestra (струнный оркестр исполняющий хиты группы Queen); Симфонический оркестр под управлением Сергея Акимова (большой оркестр, исполняющий классическую музыку и классические саундтреки из кинофильмов). 10 января в московском клубе ГлавClub была представлена новая программа хитов группы Rammstein.
Также известны совместные выступления оркестра со звездами театра и кино Валерией Ланской, Андреем Александриным и четверть-финалистом телешоу «Голос» Кириллом Бабиевым. 17 декабря 2017 года вышел совместный клип с Radio Tapok на песню Paradise группы Coldplay. В настоящий момент оркестр исполняет симфонические рок-хиты более чем полусотни групп от The Beatles до Twenty One Pilots и обладает самым обширным каталогом готового материала (более 250 произведений).

## Дирижёры
- Сергей Акимов (с 2015 по наст) — главный дирижёр
- Анна Ракитина (2016-2018) — дирижёр[24]
- Станислав Майский (2017-2018, 2023) — дирижёр, хормейстер
- Владимир Обухов (2017-2019, с 2021 по наст) — дирижёр[25][26]

## Состав
Варьируется от 10 музыкантов (преимущественно на радио) до 60 (концерт 12 марта 2017 года в Государственном Кремлёвском дворце), наиболее распространен состав из 25-27 человек:
- Струнные (смычковые): первые скрипки, вторые скрипки, альты, виолончели, контрабас.
- Деревянные духовые: флейта, гобой, кларнет, фагот.
- Медные духовые: валторны, труба, тромбон.
- Ударные: барабанная установка.
- Клавишные: пианино.
- Струнные (щипковые): бас-гитара.

В отдельных композициях используется мелодика, литавры, различная перкуссия и мужской хор.